# Hemmersheim
Hemmersheim è un comune tedesco di 655 abitanti, situato nel land della Baviera.